# Jordbävningen i Caracas 1812
Jordbävningen i Caracas ägde rum i Venezuela, kl 16.37 den 26 mars 1812 (på skärtorsdagen). Den uppskattas ha mätt 7,0 på Richterskalan.  Den orsakade utbredd förödelse i Caracas, La Guaira, Barquisimeto, San Felipe och Mérida. Uppskattningsvis 15 000-20 000 människor omkom, och oberäkneliga materiella skador orsakades av jordbävningen.
Jordskalvet var så häftigt att en ny insjö bildades i området Valecillo och Yurubífloden dämdes upp. Många åar ändrade fåror i Caracasdalen, vilken blev översvämmad av smutsigt vatten.
Baserat på dåtida källor tros jordbävningen ha haft två större stötar som inträffade inom 30 minuter från varandra. Den första jämnade Caracas med marken, medan den andra förstörde Mérida.

## Reaktioner
Förödelsen i Caracas var så utbredd att tidningen Gazeta de Caracas föreslog att en ny huvudstad skulle byggas i "…det vackra [...] Catia där frisk luft går att andas…".
Eftersom jordbävningen ägde rum på skärtorsdagen, medan Venezolanska frihetskriget rasade, förklarades den av rojalistiska myndigheter som ett gudomligt straff för upproret mot den spanska kronan. Ärkebiskopen i Caracas, Narciso Coll y Prat, hänvisade till det inträffade som "den fruktansvärda men välförtjänta jordbävningen" som "bekräftar i våra dagar de profetior som avslöjats av Gud till människorna om de forna otuktiga och stolta städerna: Babylon, Jerusalem och Babels torn"..
Den första internationella hjälpen Venezuela emottog efter jordbävningen kom från USA, "...när kongressen, samlad i Washington, förkunnade enstämmigt skickandet av fem fartyg lastade med mjöl, till Venezuelas kuster för att fördelas bland de hårdast drabbade av hennes invånare."